# 浦和大学
浦和大学（うらわだいがく、英語: Urawa University）は、埼玉県さいたま市緑区大崎3551に本部を置く日本の私立大学。1946年創立、2003年大学設置。大学の略称は浦大。

## 概観

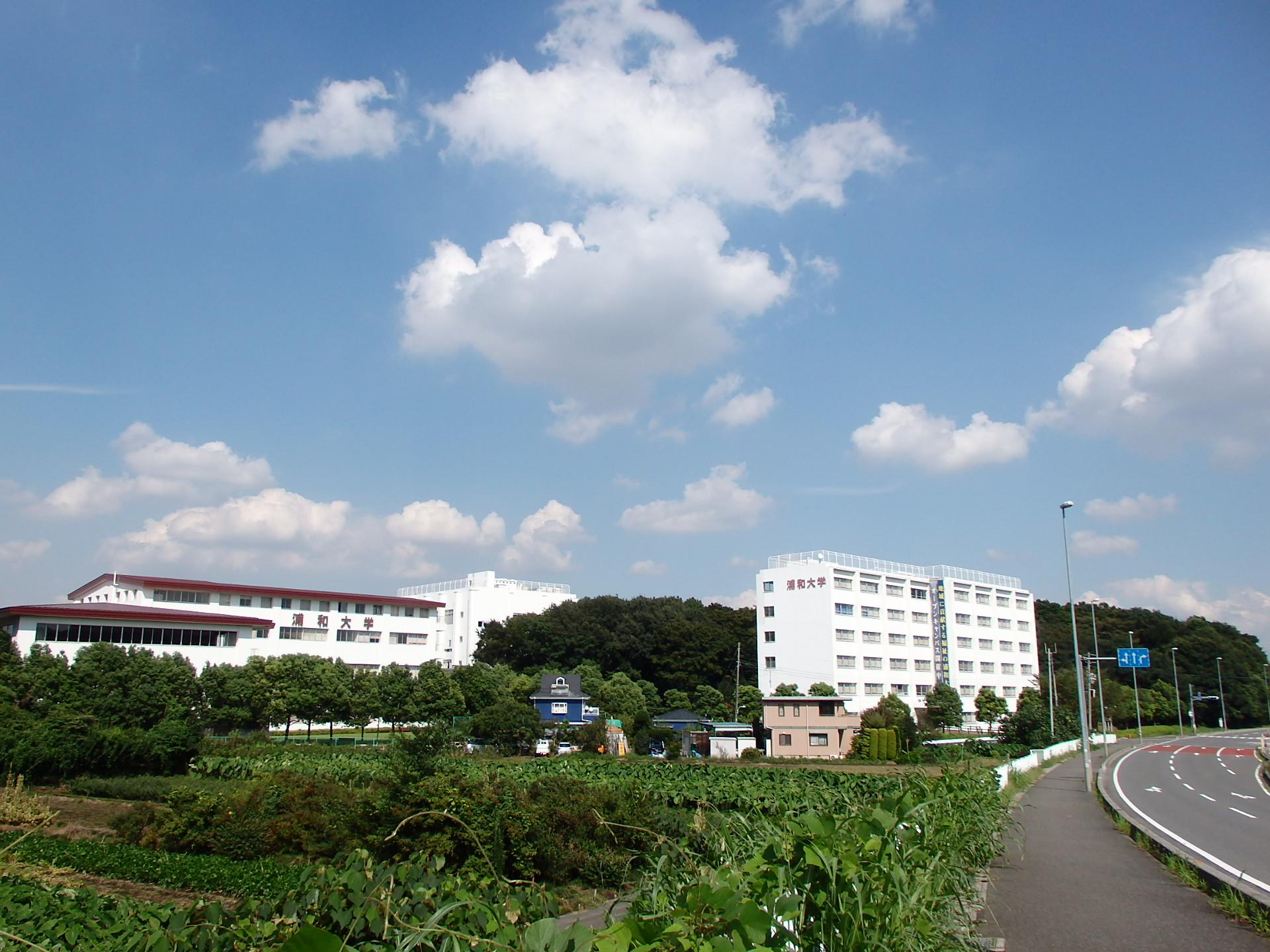
浦和大学遠景

### 大学全体
- 学校法人九里学園により2003年に浦和短期大学福祉科社会福祉専攻を改組して総合福祉学部総合福祉学科の1学部1学科で設置された。2007年には、こども学部こども学科を、2017年には同学部学校教育学科を開設、2020年には総合福祉学部を社会学部に名称を変更し、同学部内に現代社会学科を新設。現在は2学部4学科で構成されている。

### 建学の精神（校訓・理念・学是）
- 大学は実学教育を基礎とした人間形成を教育目標とし、「実学に勤め徳を養う」を校訓としている。

### 教育および研究
- こども学部では保育士及び幼稚園教諭の養成を、社会学部総合福祉学科では社会福祉士の養成に加えて社会福祉の各分野でその力を発揮できる学生を育てている。

### 学風および特色
- 少子高齢化社会に対応できる、心温かい福祉従事者や人間性豊かな保育者の育成を目指している。

## 沿革
- 1946年  5月 九里總一郎が浦和市岸町に私塾を創設。珠算、簿記、英語を指導。
- 1949年  5月 「浦和実業専門学院」を創設。
- 1959年12月 学校法人「浦和実業学園」を組織。
- 1977年 6月 法人名を学校法人「九里学園」と改称。
- 1987年 4月 浦和市大字大崎に「浦和短期大学」を開学（経営科、英語科）。
- 1997年 4月 福祉科開設（社会福祉専攻、介護福祉専攻）。
- 2002年12月 浦和大学設置認可。
- 2003年 4月 浦和大学開学（総合福祉学部総合福祉学科）。学長に大貫稔が就任。
- 2004年 4月 学長に黒澤貞夫が就任。
- 2005年12月 理事長・名誉学長九里總一郎が逝去。
- 2006年
  - 1月 理事長に九里幾久雄が就任。
  - 12月 こども学部の設置が文部科学省から認可される。
- 2007年 4月 八木浩輔が学長就任。こども学部開設。
- 2011年 4月 学長に大内誠が就任。
- 2012年 9月 理事長に牧野眞一が就任。
- 2015年 4月 学長に大久保秀子が就任。
- 2017年
  - 2月 理事長に久田有が就任。
  - 4月 学校教育学科を設置。
- 2019年 4月 学長に久田有が就任。
- 2020年 
  - 4月 総合福祉学部を社会学部と名称変更し、同学部内に現代社会学科を新設。
  - 7月 埼玉高速鉄道と包括的連携協定を締結[1]。

## 学部・学科

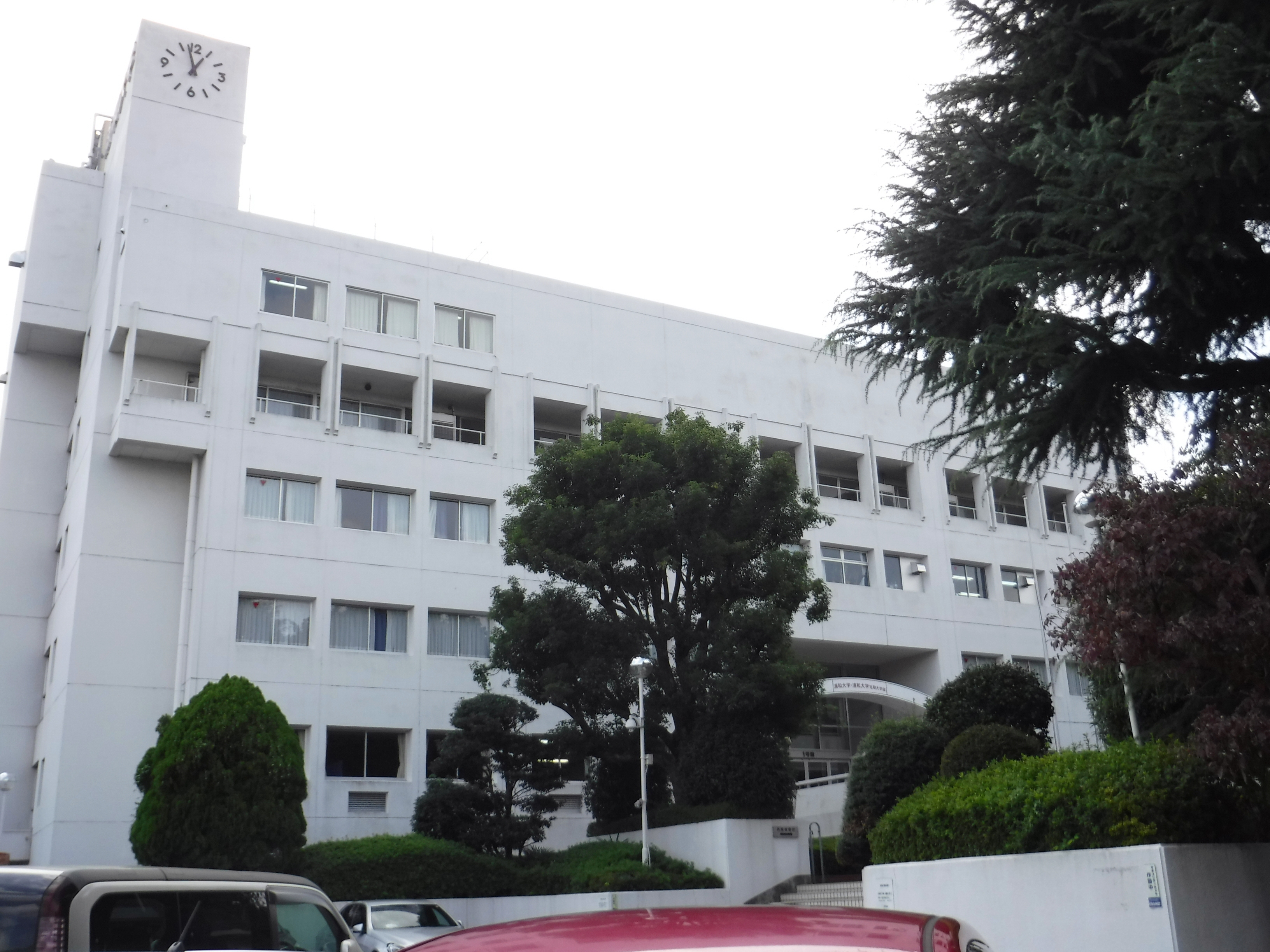
1号館

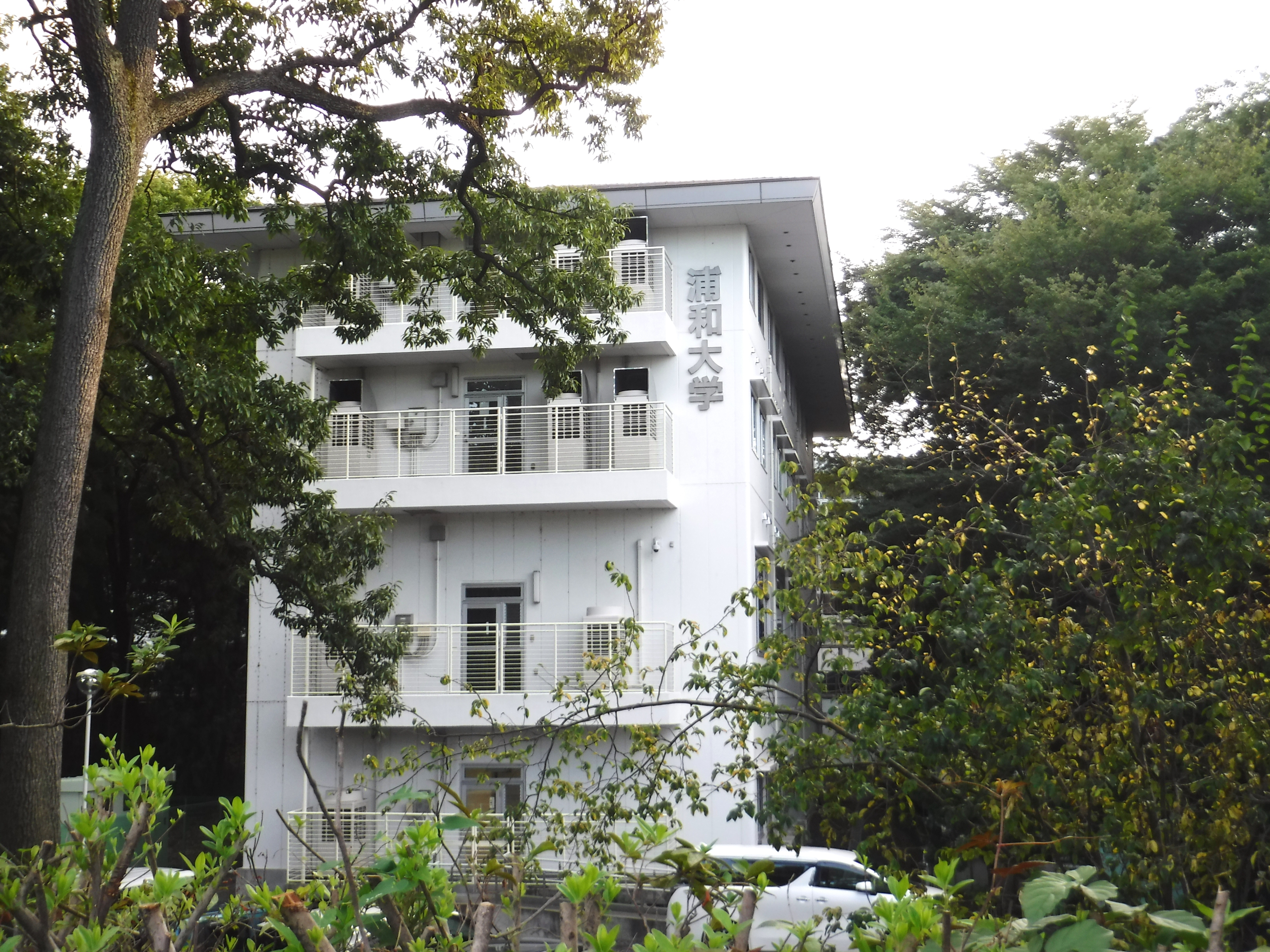
2号館

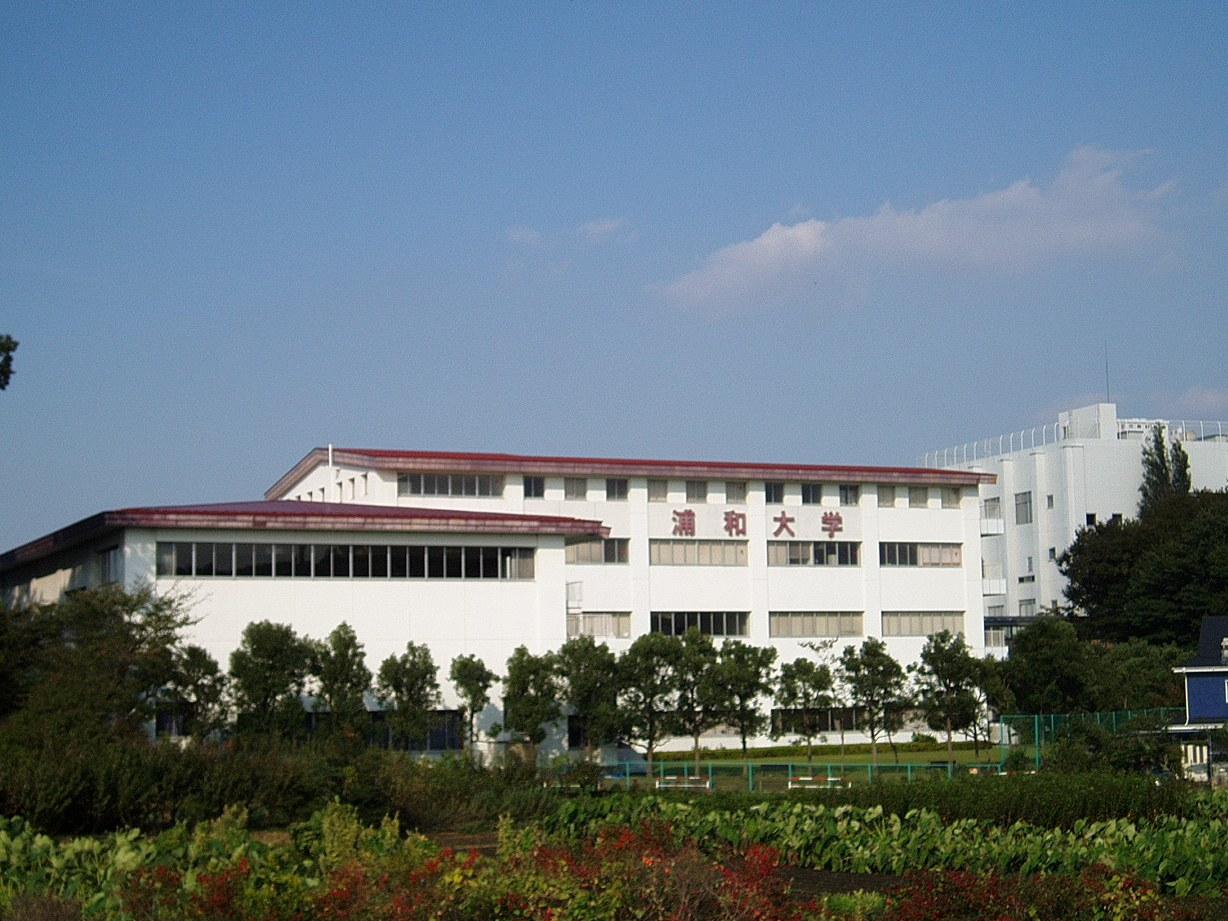
3号館・多目的ホール遠景

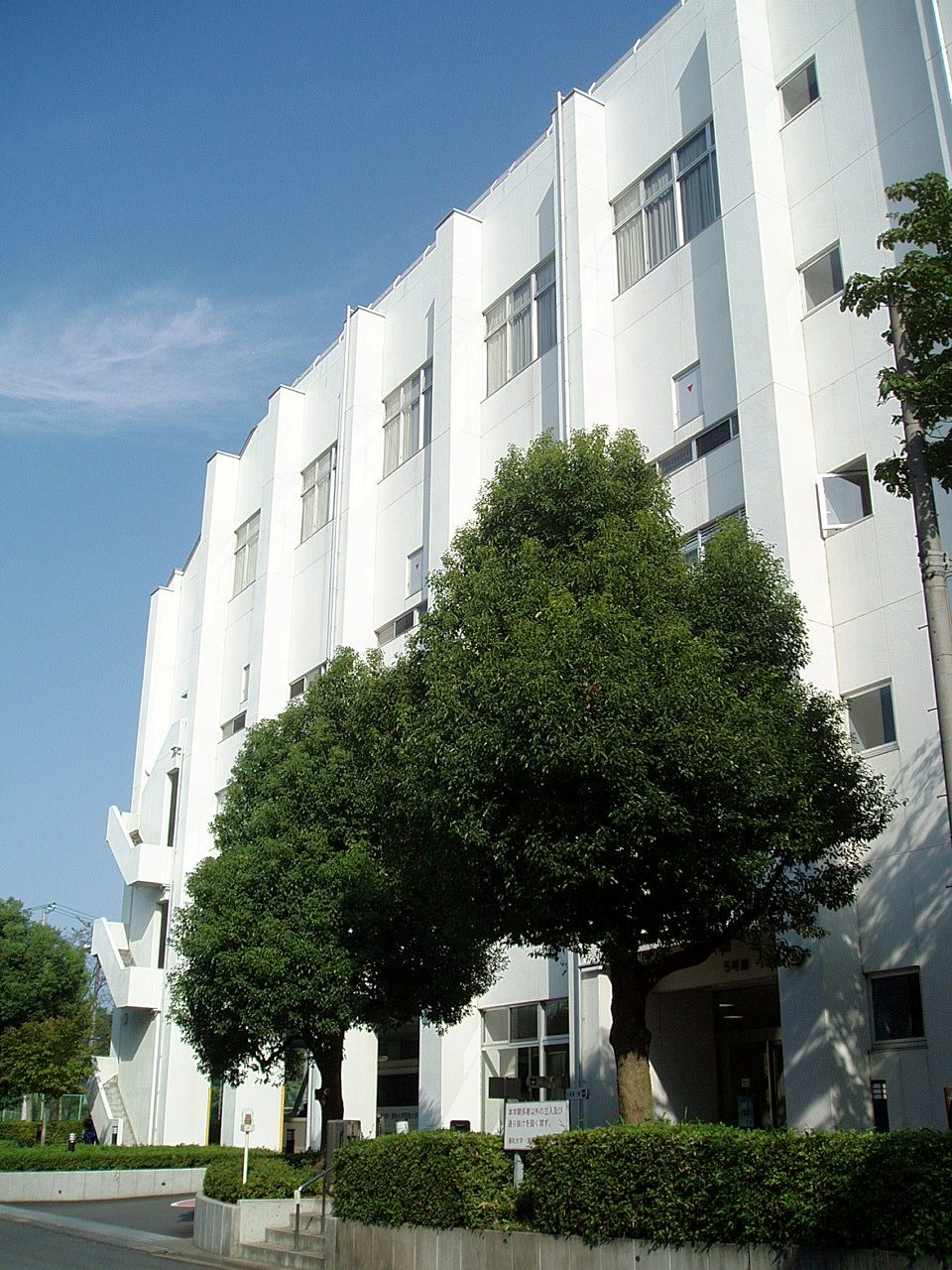
5号館（図書館・体育館）

- 社会学部
  - 総合福祉学科
  - 現代社会学科
- こども学部
  - 学校教育学科
  - こども学科

## 取得資格
- 社会学部
  - 社会福祉士国家試験受験資格
  - 介護職員初任者研修修了者
  - 認定心理士（公益財団法人日本心理学会認定資格）
  - 健康運動実践指導者（公益財団法人健康・体力づくり事業財団の認定試験受験資格）
  - 社会福祉主事任用資格
  - 児童指導員任用資格
  - 児童自立支援専門員任用資格
  - 家庭相談員任用資格
  - レクリエーション・インストラクター（公益財団法人日本レクリエーション協会認定資格）
  - キャンプイントラクター（公益財団法人日本キャンプ協会認定資格）
  - 障害者スポーツ指導者初級スポーツ指導員（公益財団法人日本障がい者スポーツ協会認定資格）
  - 情報処理士・ビジネス実務士（一般財団法人全国大学実務教育協会認定資格）
- こども学部
  - 保育士国家資格
  - 幼稚園教諭一種免許状
  - 小学校教諭一種免許状
  - 児童指導員任用資格（保育士資格と同時に取得）
  - 母子指導員任用資格（保育士資格と同時に取得）
  - 児童生活支援員任用資格（保育士資格と同時に取得）
  - 社会福祉主事任用資格

## 学生生活
- 部活・クラブ活動・サークル活動*
  - 学友会
  - 文化系：華道・茶道サークル、軽音楽サークル、ウインドオーケストラ、アニメ同好会、知育菓子サークル
  - 体育系：フットサルサークル、ダンスサークル、エイサークル、バスケットボール部、バドミントン部、卓球部、総合トレーニングサークル

## アクセス
- 浦和美園駅西口から国際興業バス（美01・美80、浦和大学または浦和大学入口下車）
- 浦和駅東口から国際興業バス（美01、浦和大学下車）
- 大宮駅東口から国際興業バス（大01、浦和大学入口下車）
- 東川口駅北口から国際興業バス（東川81・東川02、浦和大学入口下車）
- 浦和美園駅と東川口駅南口からスクールバス

## 他大学との協定
- カナダのトロントにあるライアソン大学と学術提携協定を締結し、研究者の招聘や国際セミナーの開催に取り組んでいる。

## 併設校
- 浦和大学短期大学部
- 浦和実業学園中学校・高等学校